# Nemacheilus pfeifferae
Nemacheilus pfeifferae är en fiskart som först beskrevs av Bleeker, 1853.  Nemacheilus pfeifferae ingår i släktet Nemacheilus och familjen grönlingsfiskar. Inga underarter finns listade i Catalogue of Life.